# Sulphur
Sulphur (« Soufre » en français) est une ville de la paroisse de Calcasieu en Louisiane aux États-Unis. Elle compte 20 410 habitants au recensement estimé de 2010. Elle constitue une banlieue de Lake Charles.